# Nell's Eugenic Wedding
Nell's Eugenic Wedding er en amerikansk stumfilm fra 1914 af Edward Dillon.

## Medvirkende
- Fay Tincher - Nell
- Tod Browning
- Joseph Belmont
- Edward Dillon
- Max Davidson